# Platysepalum cuspidatum
Platysepalum cuspidatum är en ärtväxtart som beskrevs av Paul Hermann Wilhelm Taubert. Platysepalum cuspidatum ingår i släktet Platysepalum och familjen ärtväxter. Inga underarter finns listade i Catalogue of Life.